# Winthemia erythrura
Winthemia erythrura is een vliegensoort uit de familie van de sluipvliegen (Tachinidae). De wetenschappelijke naam van de soort is voor het eerst geldig gepubliceerd in 1838 door Johann Wilhelm Meigen.